# Papenstraße 10 (Stralsund)

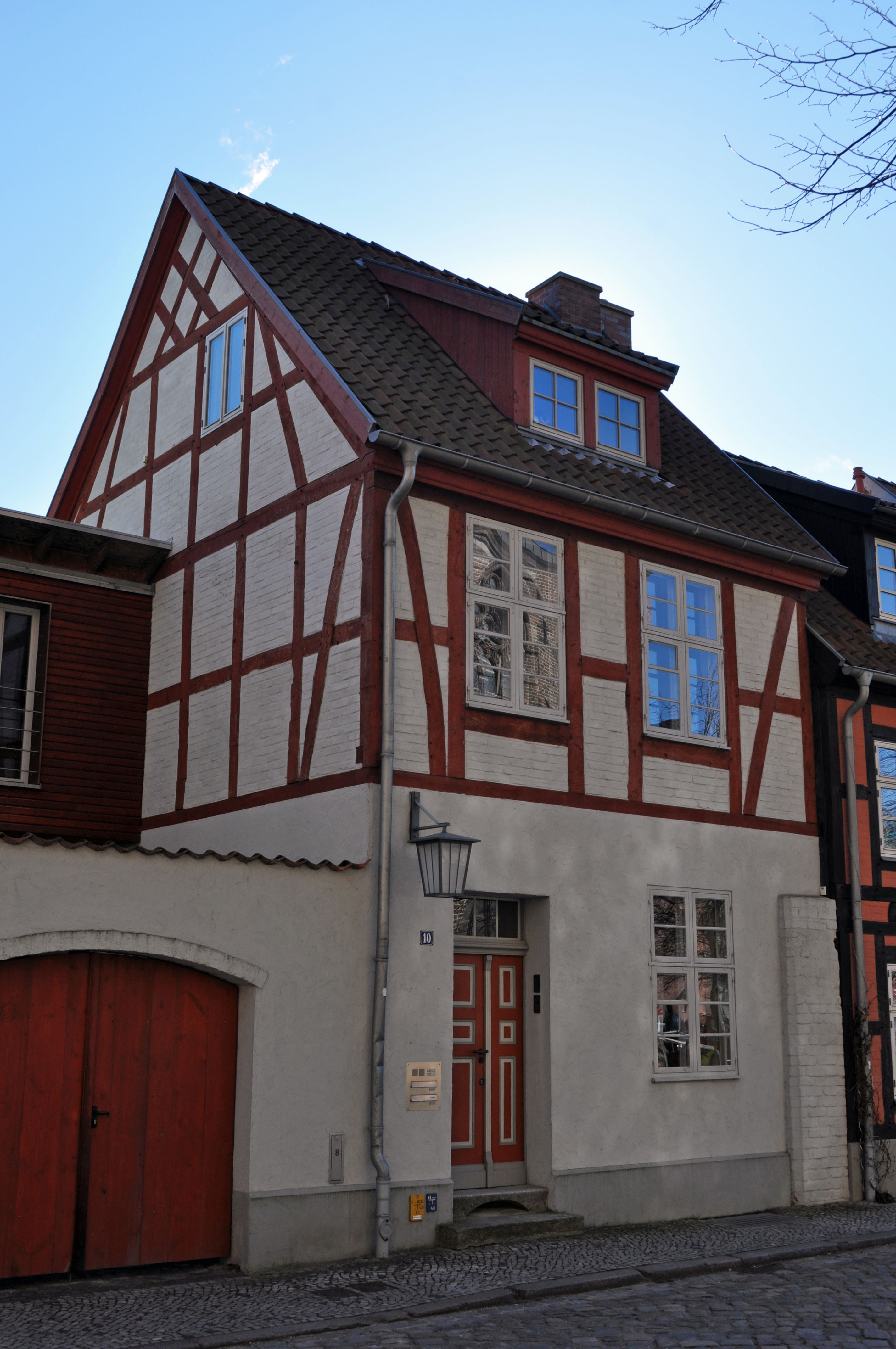
Das Haus Papenstraße 10 in Stralsund (2012)

Das Gebäude mit der postalischen Adresse Papenstraße 10 ist ein denkmalgeschütztes Bauwerk in der Papenstraße in Stralsund.
Der zweigeschossige und zweiachsige, traufständige Putzbau mit Mansarddach wurde um die Mitte des 18. Jahrhunderts errichtet.
Das Obergeschoss ist in Fachwerk ausgeführt.
Das Haus liegt im Kerngebiet des von der UNESCO als Weltkulturerbe anerkannten Stadtgebietes des Kulturgutes „Historische Altstädte Stralsund und Wismar“. In die Liste der Baudenkmale in Stralsund ist es mit der Nummer 633 eingetragen.